# Бейби Кей
Бейби Кей (на италиански: Baby K), псевдоним на Клаудия Юдит Наум (на италиански: Claudia Judith Nahum; * 5 февруари 1983), е италианска певица и рапърка.
Тя е единствена италианска изпълнителка, получила диамантен диск от FIMI благодарение на продадените над 500 хил. копия от сингъла Roma-Bangkok, в който пее заедно с Джузи Ферери. Подобен успех има и видеоклипът на песента, който е пръв в историята на италианската музика достигнал 100 млн. визуализации в Ютюб, като впоследствие е сертифициран от Vevo. Певицата освен това е единствената италианска изпълнителка с 1 млрд. гледания в Ютюб канала си.

## Биография

### Начало
Поради работата на баща си – геофизик тя е родена в Сингапур и прекарва първите години от живота си в Джакарта. Като малка тя и семейството ѝ се местят в предградие Пинър в Лондон. На 9 г. пее в училищния хор. Впоследствие учи в училището за млади музиканти Хароу (Harrow School of Young Musicians), което ѝ позволява да придобие разнообразен музикален опит, включително и турнета в Европа. На 14 г. тя се приближава до MC'ing – една от 4-те дисциплини на хип-хопа.
През 2000 г., на 17 г., се мести в Рим. През 2004 г. започва да бъде част от семейството BlackTime, където води две радиопрограми, посветени на хип-хоп музиката и благодарение на което е извикана да представя рап концерти на римската сцена.
През 2007 г. дебютира на музикалната сцена, сътрудничейки си с рапъра Амир в песента Non siete pronti („Не сте готови“) от албума му Vita di prestigio.
По-късно участва в много албуми и микстейпи на рапъри като Баси Маестро, Вака и Райден, в допълнение към тези на Амир.

### 2008 – 2012: Първи EP-та
През 2008 г. дебютира като солистка на хип-хоп сцената, когато с лейбъла Куадраро Бейсмънт записва първото си EP S.O.S., състоящо се от шест песни. Две години по-късно излиза второто ѝ EP – Femmina Alpha, чиято едноименна песен има над 10 хил. сваляния през първите месеци.
През 2011 г. участва в партито за рождения ден на Hip Hop TV в дискотека Алкатрас в Милано и открива датите на рапърите Маракеш и Гуе Пекеньо.
През 2012 г. излиза третото ѝ EP – Lezioni di volo („Уроци по летене“), в което сътрудничат Енси, Бруско, ЛаМис и Ntò.
През същата година певицата си сътрудничи с Макс Пецали в албума му Hanno ucciso l'Uomo Ragno 2012 в песента Lasciati toccare („Остави ме да те докосна“), и открива италианската дата на турнето на Ники Минаж Pink Pink Tour.

### 2013 – 2014: албумUna seria
През 2013 г. излиза албумът ѝ Una seria („Една сериозна“), продуциран от Сони Мюзик, Микеле Канова Йорфида и Тициано Феро. Първият сингъл е Sparami („Застреляй ме“). Вторият сингъл е Killer („Убиец“) в дует с Тициано Феро: издаден на 25 януари 2013 г., той постига добър успех, като заема 10-о място в Топ синглите на Италия. Третият сингъл е Non cambierò mai („Никога няма да се променя“) с участието на Маракеш.
Около април тя стартира Killer Party – първото си турне в италианските клубове.
На 13 май тя е първият изпълнител на единствената италианска дата от турнето на Азилия Банкс в Алкатрас в Милано.
Певицата е номинирана и за Наградите на Ем Ти Ви за 2013 г. в категорията „Най-добър нов изпълнител на Пепси“ и печели наградата.
През септември 2013 г. излиза новият ѝ сингъл Sei sola („Сама си“), отново в дует с Тициано Феро.
На 18 януари 2014 г. е ред на следващия ѝ сингъл Una Seria с интро на Фабри Фибра.
Бейби Кей си сътрудничи с Ту Фингърз в парчето Mi piace („Харесва ми“), съдържащо се в техния нов албум Two Fingerz V. Също през 2014 г. си сътрудничи с Мануел Ротондо в сингъла Bad Boy за финала на Top-Dj Italia – телевизионна програма на канал Sky Uno.
На 18 ноември 2014 г. Бейби Кей издава първата си книга „Как да стана Алфа жена“ (Come diventare femmina Alfa), издадена от изд. Мондадори.
На 13 декември 2014 г. участва в Web Show Awards с песните Non cambierò mai и Killer.

### 2015 – 2016: албумKiss Kiss Bang Bang
В началото на 2015 г. Бейби Кей твърди, че работи усилено по втория си албум, който се очаква след лятото и е продуциран от продуцентското дуо Такаджи и Кетра.
През май същата година тя си сътрудничи с рапъра Канеда върху песента Seven заедно с още пет рапъра: Федец, Роко Хънт, Джей Акс, Джемитец и Емис Кила.
На 8 юни излиза сингълът Anna Wintour, предшестващ втория албум на певицата Kiss Kiss Bang Bang, издаден на 11 септември. На 19 юни е ред на втория сингъл Roma-Bangkok, в който пее и Джузи Ферери. С тази песен, номинирана като Хит на лятото, рапърката участва в Летния фестивал 2015 в Рим, където пее в началната и финалната вечер. Roma-Bangkok постига голям успех в Италия, достигайки първата позиция на Топ сингли и става най-продаваният сингъл в Италия през 2010 г. Музикалният видеоклип също става първият в историята на италианската музика, достигнал 100 млн. гледания в Ютюб, като по този начин получава Сертификат Vevo. През 2018 г. броят на гледанията се удвоява, което прави Бейби Кей първата италианска певица, достигнала този етап.
На 23 октомври 2015 г. по италианските радиа започва да се върти третият сингъл Chiudo gli occhi e salto („Затварям очи и скачам“) в сътрудничество с Федерика Абате. На 19 февруари 2016 г. певицата, заедно с Джузи Ферери, представя испанската версия на песента Roma-Bangkok по време на карнавала в Лас Палмас де Гран Канария; тази версия е пусната за дигитално сваляне същия ден.
На 18 март 2016 г. излиза сингълът Light It Up – Ora che non c'è nessuno („Запали го – сега когато няма никой“) – италианската версия на Light It Up на Мейджър Лейзър в сътрудничество с Бейби Кей и първоначално интерпретирана от ямайската певица Nyla. На 17 юни е ред на четвъртия сингъл, извлечен от албума ѝ Kiss Kiss Bang Bang: Venerdì („Петък“) придружен от музикален видеоклип.
През 2016 г. Бекби Кей си сътрудничи във филма Zeta заедно със Салмо, Салваторе Еспозито, Федец, Ранкоре и Джей Акс.

### 2017 – 2021: албумиIconaиDonna sulla Luna
През 2017 г. излиза сингълът ѝ Voglio ballare con te („Искам да танцувам с теб“), изпят заедно с Андрес Двичо, чието видео достига 100 милиона гледания в Ютюб, превръщайки се във втория Сертификат Vevo за певицата. По-късно излиза втори неиздаван сингъл: Aspettavo solo te („Чаках само теб“), последван четири дни по-късно от музикален видеоклип.
На 22 юни 2018 г. певицата пусна сингъла Da zero a cento („От нула до сто“), а на 26 октомври – и Come no („Как не“). Едновременно с издаването на Come no е обявен третият ѝ студиен албум Icona, който излиза на 16 ноември 2018 г.
От 2019 г. певицата започва да пуска някои неиздавани сингли. Първият от тях е Playa на 31 май. На 6 март 2020 г. излиза Buenos Aires, придружен три дни по-късно от видеоклип. На 25 юни е ред на Non mi basta più („Вече не ми е достатъчно“), в който участва Киара Ферани. На 18 май 2021 г., след като пуска на пазара сингъла Pa ti в сътрудничество с Омар Монтес, певицата обявява четвъртия си албум с неиздавани песни Donna sulla Luna („Жена на Луната“), който излиза на 11 юни едновременно със сингъла Mohicani в сътрудничество с група Бумдабаш. На 10 септември, в сътрудничество с Алваро Солер, е пуснат сингълът Non dire una parolа („Не казвай и дума“).
Бейби Кей е рекламно лице заедно с модната инфлуенсърка Киара Ферани на линията шампоани Пантен.
През лятото на 2021 г. тя участва в първия епизод на Battiti Live - музикално събитие, излъчено по телевизия и водено от Елизабета Грегорачи.
На 17 юни 2022 г. тя се завръща на музикалната сцена със сингъла Bolero, в който участва Мика. На 13 юни 2023 г. издава сингъла M'ama non m'ama („Обича ме, не ме обича“).

## Личен живот
Певицата е резервирана за личния си живот. През 2006 г. има връзка с колегата си – рапъра Амир. В периода 2016 – 2018 г. има сериозна връзка с неизвестен мъж. Към 2021 г. е обвързана с римския музикант Едоардо Донеа Чикони.
Обича модата и посещава курс в Академия „Мода и лафстайл“ в Рим. Живее в Милано.

## Дискография

### Студийни албуми
- 2013 – Una seria
- 2015 – Kiss Kiss Bang Bang
- 2018 – Icona
- 2021 – Donna sulla Luna

## Музикални видеоклипове
Като основна изпълнителка
- 2012 – Sparami
- 2013 – Killer (ft. Тициано Феро)
- 2013 – Non cambierò mai (ft. Маракеш)
- 2013 – Sei sola (ft. Тициано Феро)
- 2014 – Una seria
- 2015 – Anna Wintour
- 2015 – Roma – Bangkok (ft. Джузи Ферери)
- 2015 – Roma – Bangkok Spanish version
- 2015 – Chiudo gli occhi e salto (ft. Федерика Абате)
- 2016 – Venerdì
- 2017 – Voglio ballare con te (ft. Andrés Dvicio)
- 2017 – Aspettavo solo te
- 2018 – Da zero a cento
- 2018 – Come no
- 2019 – Playa
- 2020 – Buenos Aires
- 2020 – Non mi basta più (ft. Киара Ферани)
- 2021 – Pa Ti (ft. Омар Монтес)
- 2021 – Mohicani (ft. Бумдабаш)
- 2021 – Non dire una parola (ft. Алваро Солер)

Като гост изпълнителка
- 2016 – Light It Up (ora che non c'è nessuno) (Мейджър Лейзър ft. Бейби Кей)
- 2018 – Seven (Канеда ft. Федец, Джей-Акс, Джемитец, Роко Хънт, Бейби Кей и Емис Кила)
- 2019 – Dio benedica il reggaeton (Фред Де Палма ft. Бейби Кей)

## Филмография

### Актриса
- Zeta – Una storia hip-hop, реж. Козимо Алема (2016)

### Дубльорка
- Търсенето на Дори, реж. Андрю Стантън и Ангъс Маклейн (2016)
- Червената обувчица и седемте джуджета реж. Сунг-хо Хонг (2019)

## Турнета
- 2013 г. – Killer Party Tour
- 2013 г. – Una seria Tour
- 2016 г. – Club Tour[34]
- 2019 – Icona Tour
- 2023 – Donna sulla luna Live 2023

## Литературни произведения
- Come diventare femmina Alfa in 10 step, Mondadori, 2014

## Награди и признания
- 2013 – Награди на Ем Ти Ви – Най-добър нов изпълнител на Пепси
- 2016 – Сертификат Vevo за Roma-Bangkok
- 2016 – Музикални награди Уинд: Награда за диамантен сингъл за Roma-Bangkok
- 2016 – Награда „Лунеция“: Поп-рап награда за музикално-литературната стойност на песента Brucia
- 2017 – Сертификат Vevo за Voglio ballare con te
- 2018 – Музикални награди Уинд: Награда за мултиплатинен сингъл за Voglio ballare con te
- 2019 – Музикални награди SEAT: Награда за мултиплатинен сингъл за Da zero a cento
- 2019 – Сертификат Vevo за Da zero a cento
- 2021 – Музикални награди SEAT: Награда за мултиплатинен сингъл за Non mi basta più